# ITF Roller Open
ITF Roller Open — профессиональный женский теннисный турнир. Играется на открытых кортах с грунтовым покрытием. 
Соревнования проводятся в люксембуржской коммуне Петанж в конце июля.

## История турнира
Как и многие соревнования, турнир планомерно вырос со статуса наименее престижного турнира женского круга ITF до соревнования, по уровню участников мало чем уступающего наиболее неудачно расположенных в календаре турниров турниров международной серии WTA.
Участниками турнира, как правило, становятся лишь игроки, проводящие основную часть своего сезона на соревнованиях ITF и выбирающиеся на соревнования WTA лишь во времена наиболее крупных турниров.
В 2012 году турнир переформатирован в соревнование ATP Challenger.

### Победители и финалисты
Наибольших успехов из представителей Люксембурга добилась Клодин Шоль — дважды бывшая в финалах в парном разряде.
За первые 11 лет проведения в финалах одиночных турниров побывало 18 человек (и лишь Матильда Юханссон побеждала здесь больше одного раза). Представители бывшего СССР дважды выигрывали турнир и ещё трижды уступали в финалах.
В паре за те же 11 лет турнир выигрывал 21 человек (лишь Ивета Герлова побеждала дважды). Дважды турнир выигрывали национальные пары (по разу это были пары из Чехии и Словакии). Представители бывшего СССР трижды выигрывали турнир и ещё дважды уступали в финалах. Также именно в паре бала одержана единственная победа представительницы России — Анастасия Пивоварова (в паре с Коринной Дентони из Италии) была лучшей в сезоне-2008.

### Изменения призового фонда
| Годы      | Размер фонда |
| --------- | ------------ |
| 2001-2003 | 10 000 USD   |
| 2004      | 25 000 USD   |
| 2005-2006 | 50 000 USD   |
| 2007-2009 | 75 000 USD   |
| 2010-2011 | 100 000 USD  |

## Финалисты разных лет

### Одиночный турнир
| Год  | Чемпион               | Финалист          | Счёт            |
| ---- | --------------------- | ----------------- | --------------- |
| 2011 | Матильда Юханссон (3) | Петра Цетковская  | 7-5 6-3         |
| 2010 | Матильда Юханссон (2) | Моника Никулеску  | 6-3 6-3         |
| 2009 | Аранча Парра Сантонха | Екатерина Бычкова | 6-3 6-2         |
| 2008 | Матильда Юханссон     | Рената Ворачова   | 2-6 7-5 7-5     |
| 2007 | Полин Парментье       | Мартина Мюллер    | 6-1 6-4         |
| 2006 | Юлия Бейгельзимер     | Кирстен Флипкенс  | 5-7 7-6(6) 6-4  |
| 2005 | Виктория Азаренко     | Виктория Кутузова | 6-4 6-2         |
| 2004 | Станислава Грозенска  | Шанель Схеперс    | 6-7(10) 6-1 6-4 |
| 2003 | Ангелика Бахманн      | Бьянка Ламаде     | 6-4 7-6(5)      |
| 2002 | Кирстен Флипкенс      | Таня Хиршауэр     | 4-6 6-2 6-1     |
| 2001 | Николь Сайтенбехер    | Илона Полякова    | 6-2 3-6 6-2     |

### Парный турнир
| Год  | Чемпионы                               | Финалисты                               | Счёт              |
| ---- | -------------------------------------- | --------------------------------------- | ----------------- |
| 2011 | Юханна Ларссон Ясмин Вёр               | Кристина Барруа Анна-Лена Грёнефельд    | 7-6(2) 6-4        |
| 2010 | Шэрон Фичмен Моника Никулеску          | Софи Лефевр Лора Торп                   | 6-4 6-2           |
| 2009 | Стефани Коэн-Алоро Селима Сфар         | Дарья Юрак Катрин Вёрле                 | 6-2 3-6 [10-7]    |
| 2008 | Коринна Дентони Анастасия Пивоварова   | Стефани Форетц Ипек Шенолу              | 6-4 6-1           |
| 2007 | Карла Суарес Наварро Анастасия Екимова | Мартина Мюллер Клодин Шоль              | 6-7(4) 6-1 7-6(1) |
| 2006 | Эрика Краут Фредерика Пиедаде          | Клодин Шоль Лина Станчюте               | 6-3 6-3           |
| 2005 | Юлия Бейгельзимер Сандра Клёзель       | Клер Каррен Ким Килсдонк                | 6-4 6-0           |
| 2004 | Ева Фислова Станислава Грозенска       | Эви Доминикович Гюльнара Фаттахетдинова | 6-4 6-3           |
| 2003 | Ивета Герлова (2) Андреа Масарикова    | Бьянка Ламаде Николь Людвиг             | 6-2 5-7 7-6(1)    |
| 2002 | Зузана Церна Ивета Герлова             | Доминика Дискова Ленка Тварошкова       | 1-6 6-1 6-3       |
| 2001 | Эльке Клейстерс Джеслин Хьюитт         | Наталья Демиденко Кика Хогендорн        | 6-1 6-3           |